# Județul Vlașca (antebelic)
Județul Vlașca a fost o unitate administrativă de ordinul întâi din Vechiul Regat al României (existent în perioada antebelică). Județul se afla în regiunea istorică Muntenia, iar reședința era orașul Giurgiu.

## Așezare și limite

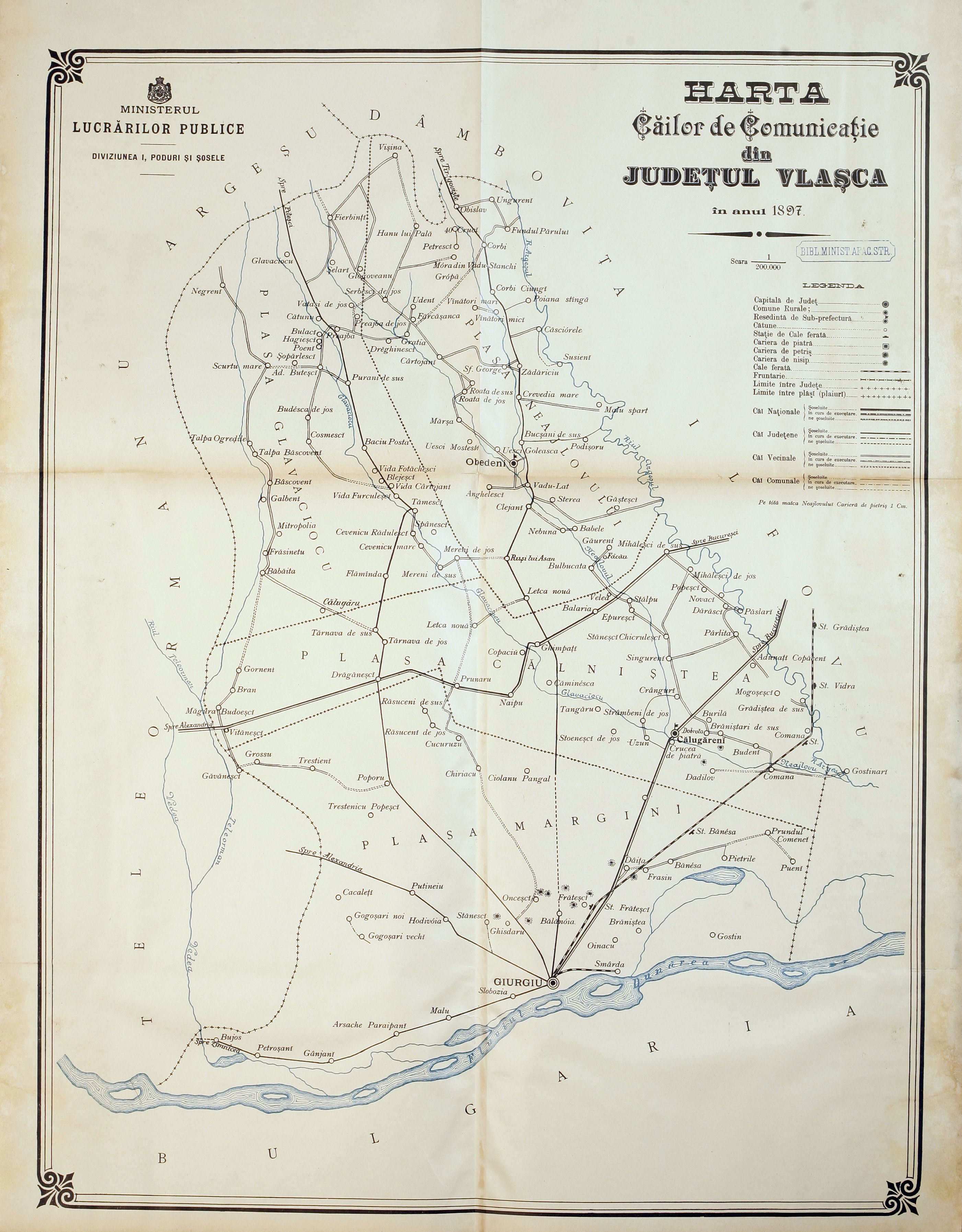
Harta județului Vlașca în Atlasul Căilor de Comunicații din 1897

Județul Vlașca era un județ de frontieră. Se învecina cu Bulgaria (până în 1908 Imperiul Otoman) și cu județele românești Teleorman, Argeș, Dâmbovița și Ilfov.

## Istoric
În anul 1864, domnitorul Alexandru Ioan Cuza dă prima lege de organizare administrativ-teritorială modernă a teritoriului României. Legea prevedea împărțirea țării în 33 de județe, având ca subdiviziuni plășile și comunele (urbane și rurale). Județele și comunele erau investite cu personalitate juridică și cu organe deliberative și executive: consiliul județean și prefectul (acesta din urmă ca reprezentant al guvernului în teritoriu), respectiv consiliul comunal
și primarul (în calitate de reprezentant al guvernului în teritoriu). Plășile erau simple subdiviziuni ale județelor, fără personalitate juridică, conduse de subprefecți, cu atribuții de supraveghere și control asupra autorităților comunale.
Județul antebelic Vlașca era împărțit în 3 plăși: Glavacioc-Neajlov cu 54 comune și 130 cătune, Cîlniștea cu 28 comune și 69 cătune și Marginea cu 29 comune 52 cătune. Între 1420–1829 cât timp orașul Giurgiu a făcut parte din raiaua Giurgiu (Kaza Yergöğü) a Imperiului Otoman, reședința județului a fost Hodivoaia, iar mai apoi Găești. După 1829, reședința a devenit Giurgiu.
Județul antebelic Vlașca era considerat unul dintre județele cele mai avute; terenul său fertil, mai ales în plășile Marginea și Cîlniștea, dădea o producție mare de cereale de o calitate renumită, vin bun, iar bălțile conțineau pește din abundență. Se considera că toți locuitorii aveau pluguri de fier, iar fiecare moșie avea mașini de secerat.
În satele Băneasa, Frasinu, Puieni, Prundu, Gostinu și în alte sate din jurul orașul Giurgiu se făceau cantități însemnate de rogojini care se vindeau la Giurgiu, Alexandria și București.
În 1865, în timpul domniei lui Alexandru Ioan Cuza, s-a început construcția primei căi ferate din România între București și Giurgiu, aceasta fiind inaugurată în 1867 în timpul lui Carol I.
Se oragnizau bâlciuri la: Giurgiu (2 bâlciuri cu obor de vite; de Sfântul Petru și Sfânta Maria), Frătești (9 martie și 23 aprilie), Arsache (26 iunie), Drăgănești (25 martie), Cămineasca (29 iunie), Strâmba (9 martie și 6 august), Tămășești (de Florii), Vida Furculești (21 martie, 14 septembrie și în toate duminicile), Glavacioc (25 martie), Buteasca (Duminica Tomii, 29 iunie, 25 octombrie și în toate duminicile), Frăsinetul (9 martie, 20 iulie și 8 septembrie), Gratia (20 iulie, 14 septembrie și în toate duminicile), Corbi Mari (în toate vinerile), Adunați-Sârbeni (15 august), Ruși-lui-Asan (23 aprilie, 20 iulie), Cârtojani (23 aprilie) și Uiești-Moșteni (21 mai, 24 iunie, 6 august și 8 septembrie).

## Stema
Marca (stema) județului era reprezentă până în anul 1880 de 3 stejari, care mai sunt și pe stema orașului Giurgiu. Părțile de nord și est au fost acoperite de păduri, în afară de Câmpia Burnazului spre județul Teleorman.